# Palpen-Zahnspinner
Der Palpen-Zahnspinner (Pterostoma palpina) ist ein Schmetterling (Nachtfalter) aus der Familie der Zahnspinner (Notodontidae).

## Merkmale
Die Falter erreichen eine Flügelspannweite von 35 bis 52 Millimetern. Sie haben gelbbraune Vorderflügel, die eine feine, dunkle Äderung aufweisen. In der Mitte des Vorderflügelinnenrandes tragen sie einen dunklen, am Rand bewimperten zahnartigen Fortsatz, der in der Ruheposition über dem Rücken nach oben steht. Die Hinterflügel sind hellgrau-bräunlich. Die Falter weisen stark vergrößerte Kiefertaster auf, die lang und buschig behaart und gerade nach vorne gerichtet sind, weswegen sie auch ihren Namen bekommen haben. Die Fühler der Männchen weisen längere Wimpern auf als die der Weibchen. Außerdem befinden sich am Hinterleibsende der Männchen zwei Haarbüschel.
Die Raupen werden ca. 40 Millimeter lang und haben einen Brustabschnitt, der etwas schlanker als der Rest des Körpers ist. Sie sind hell bläulich grün gefärbt, die Färbung ist am Rücken aber deutlich heller. Am Rücken verlaufen mehrere feine weiße Längslinien. Links und rechts vom Rücken verläuft je eine kräftigere gelblich-weiße Längslinie, die oben sehr fein schwarz gerandet ist. Am ersten Segment ist diese leicht rosa gefärbt.

## Vorkommen
Die Tiere kommen in ganz Europa, östlich bis nach Zentralasien weit verbreitet und häufig vor. Sie leben in lichten Laubwäldern und in Gebüschen, aber auch in Parks und Gärten. 

## Lebensweise
Die nachtaktiven Falter sitzen tagsüber mit dachförmig aufgestellten Flügeln auf Baumrinde und sind durch ihre Tarnung, die ein Stück Rinde imitiert nur schwer zu erkennen. Männchen und Weibchen lassen sich durch künstliches Licht locken, wobei die Weibchen schon kurz nach der Dämmerung aktiv sind und die Männchen erst nach Mitternacht auftreten.

### Flug- und Raupenzeiten
Die Falter fliegen in zwei Generationen von Ende April bis Anfang Juni und von Ende Juli bis August. Die Raupen findet man von August bis September und im Juni und Juli des darauffolgenden Jahres.

### Nahrung der Raupen
Die Raupen ernähren sich vorwiegend von den Blättern von Zitterpappel (Populus tremula), Sal-Weide (Salix caprea) und Korb-Weide (Salix viminalis) aber auch von anderen Pappel- und Weidenarten.

## Entwicklung
Die Weibchen legen ihre matten blaugrünen Eier einzeln oder in kleinen Gruppen an die Blattunterseite der Futterpflanzen. Die daraus schlüpfenden Eiraupen, etwa 3,5 mm lang, fressen die Blätter unverkennbar von der Spitze beginnend beidseits der unversehrt bleibenden Mittelrippe, auf der sie mit dem Hinterteil zur Blattspitze hin sitzen. Ältere Raupen findet man hingegen meist auf Ästen oder am Blattstiel. Sie verpuppen sich am oder im Boden in einem lockeren weißen Kokon, wobei die zweite Generation als Puppe überwintert. Die Puppe selbst ist dunkelbraun.

## Bilder

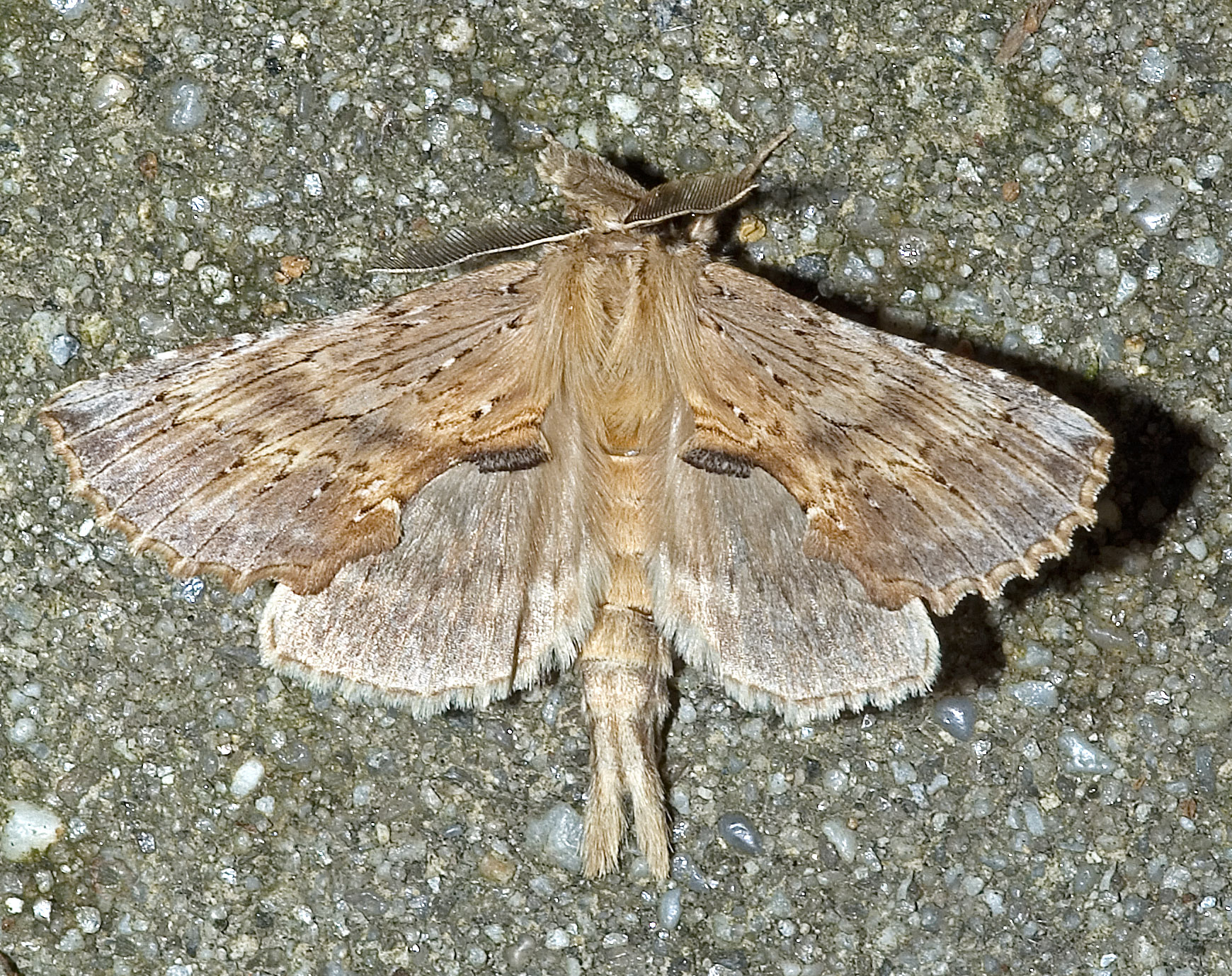
Männchen mit ausgebreiteten Flügeln
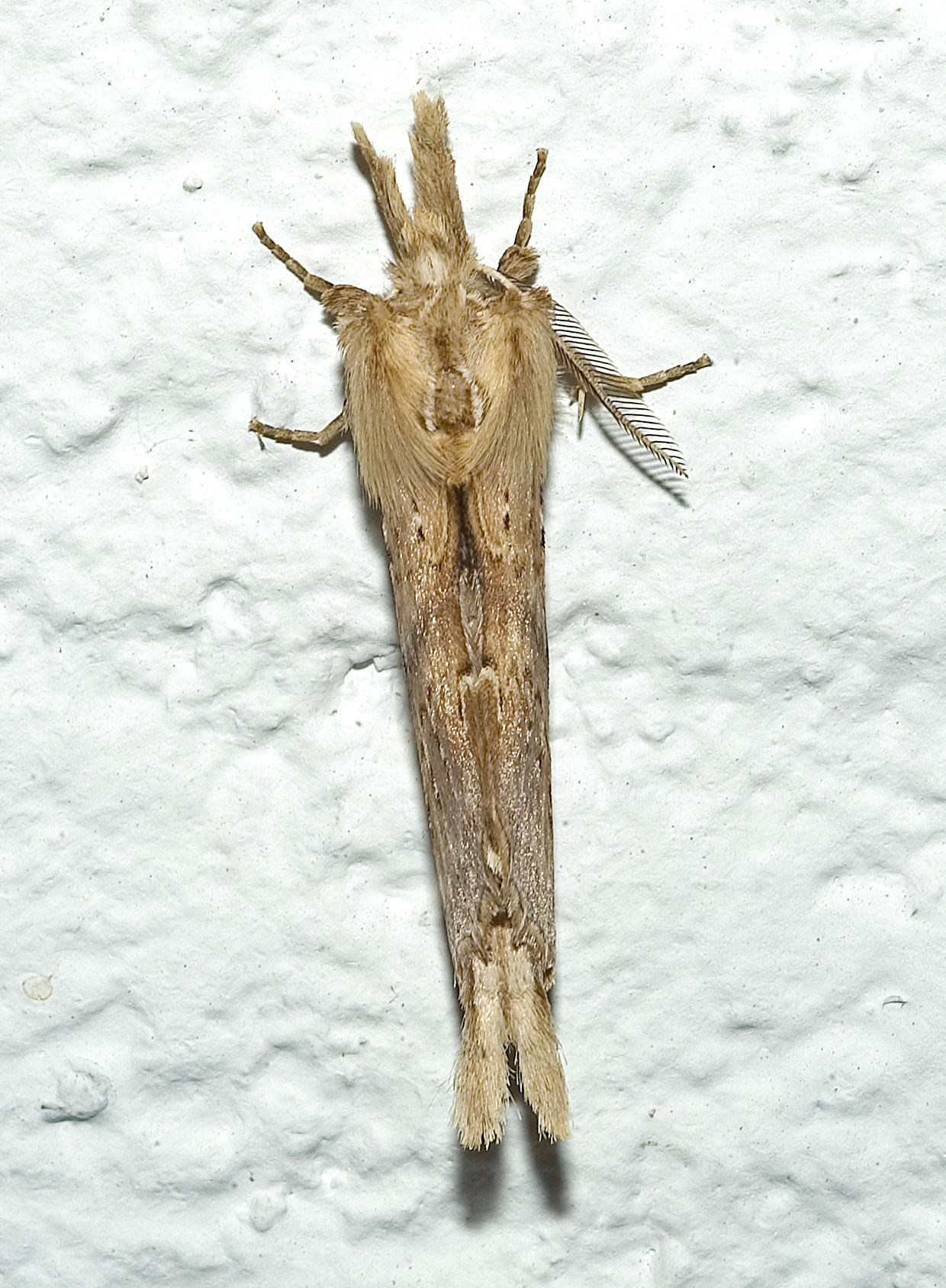
Männchen in Ruheposition von Oben
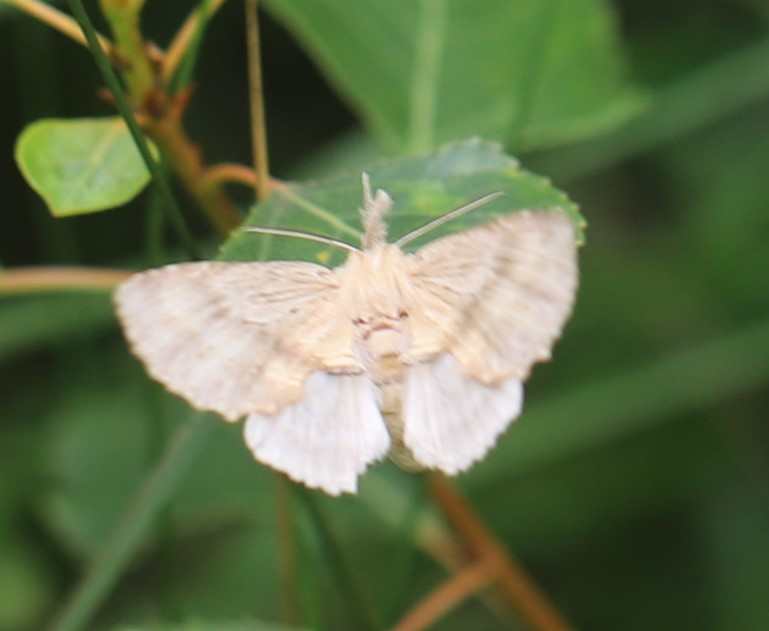
Weibchen
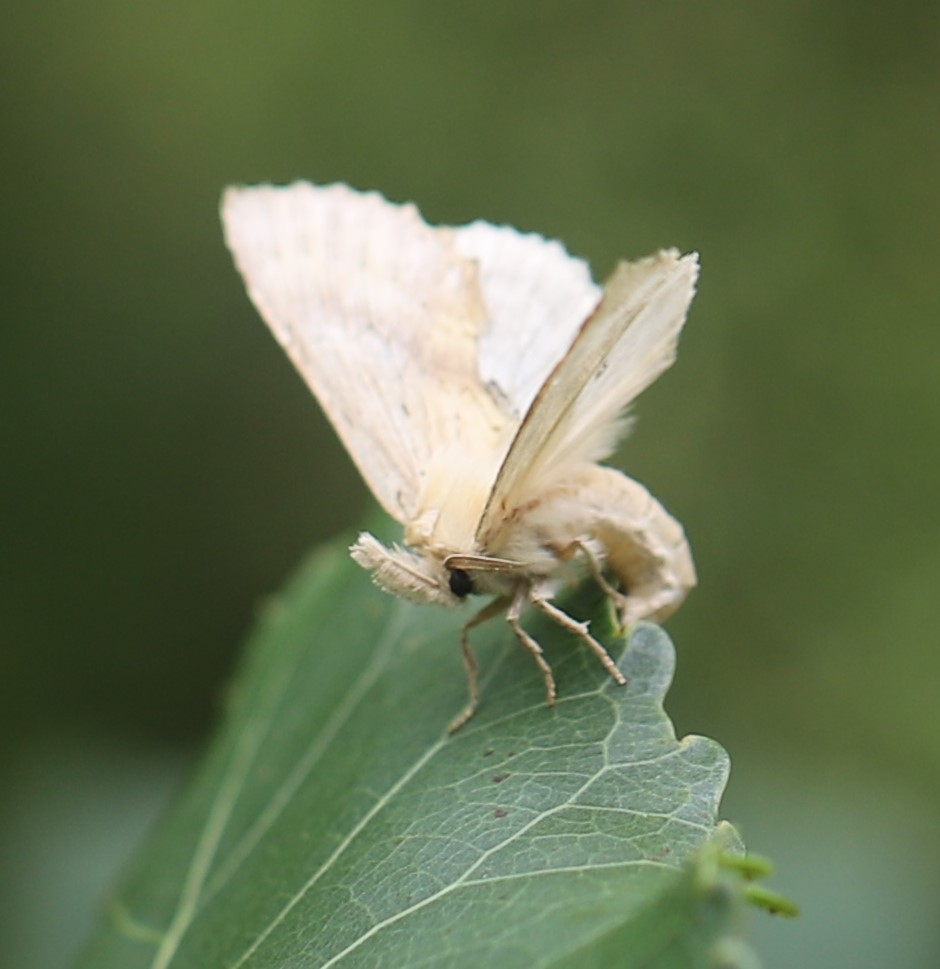
Weibchen bei der Eiablage
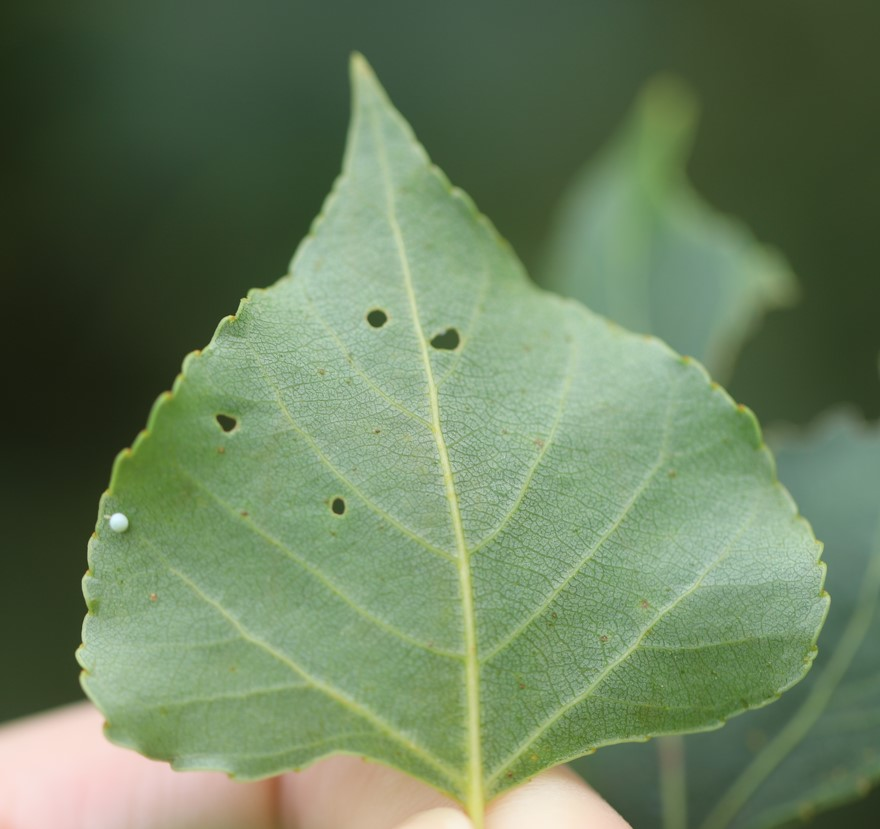
Ei an der Blattunterseite einer Schwarzpappel
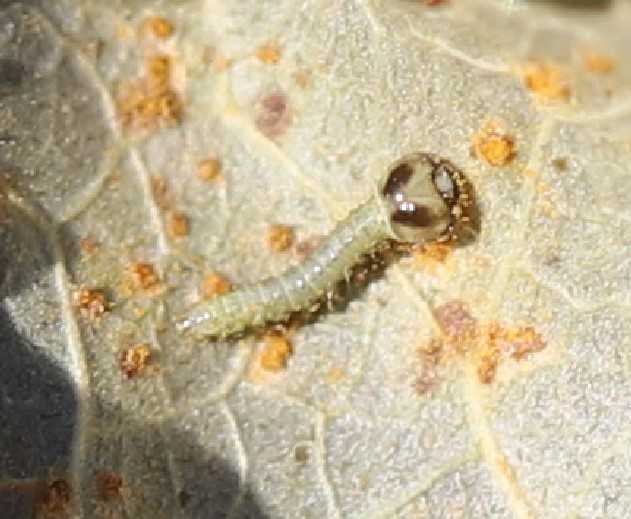
L1-Raupe
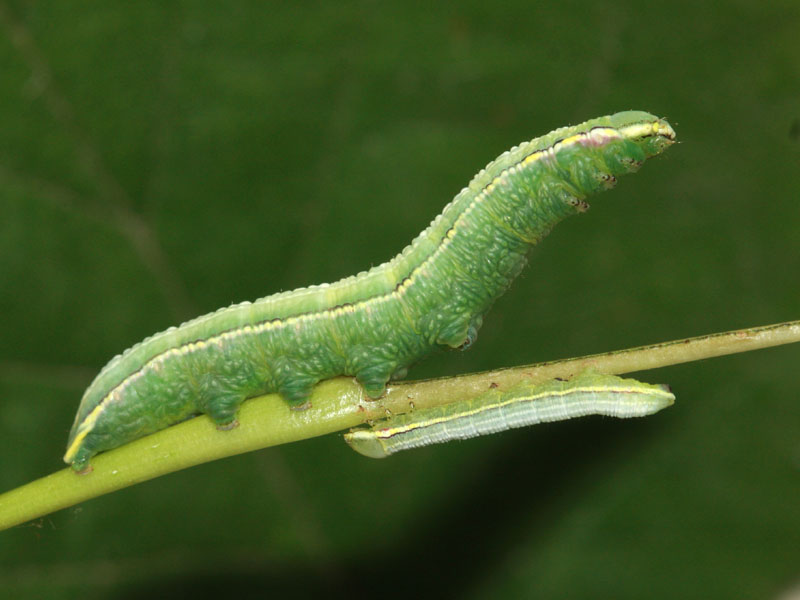
Vorletztes Raupenstadium in Häutungsruhe
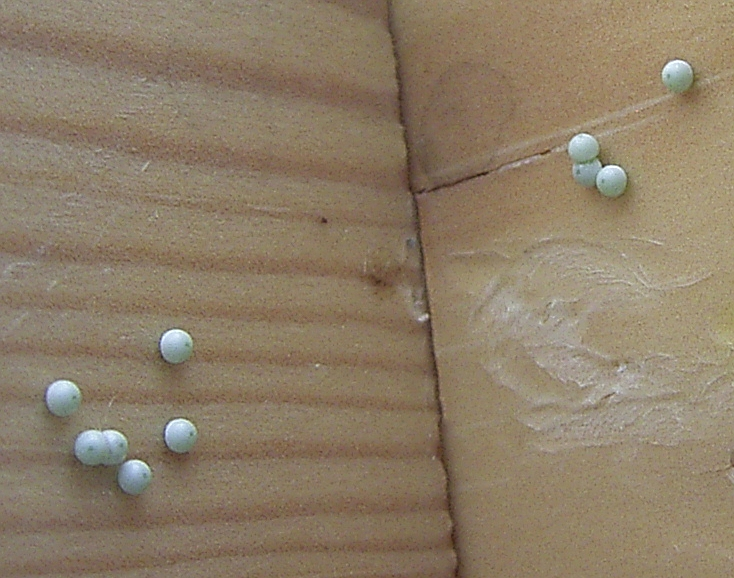
Eier, abgelegt auf einem Fensterrahmen